# Silvana Jachino
Silvana Jachino (Milano, 2 febbraio 1916 – Morciano di Romagna, 28 agosto 2004) è stata un'attrice italiana di teatro e cinema.

## Biografia
Figlia del musicista Carlo e nipote dell'ammiraglio Angelo, comandante di squadra navale nella seconda guerra mondiale, diviene molto popolare negli anni trenta e quaranta; nel dopoguerra diradò molto le sue apparizioni. Nel 1965 ebbe l'ultimo suo ruolo importante, quello della scultrice ninfomane in Giulietta degli spiriti diretta da Federico Fellini. Era sposata con Guido Cingoli e, rimasta vedova, si trasferì in una casa di riposo nei pressi di Rimini, dove morì a 88 anni.

## Filmografia

Nel film Crispino e la comare 1938

- Fiordalisi d'oro, regia di Giovacchino Forzano (1935)
- Cuor di vagabondo, regia di Jean Epstein (1936)
- Cavalleria, regia di Goffredo Alessandrini (1936)
- Nozze vagabonde, regia di Guido Brignone (1936)
- Bertoldo, Bertoldino e Cacasenno, regia di Giorgio Simonelli (1936)
- Ballerine, regia di Gustav Machatý (1936)
- L'aria del continente, regia di Gennaro Righelli (1936)
- Sono stato io!, regia di Raffaello Matarazzo (1937)
- Gatta ci cova, regia di Gennaro Righelli (1937)
- Il Corsaro Nero, regia di Amleto Palermi (1937)
- L'ultimo scugnizzo, regia di Gennaro Righelli (1938)
- Partire, regia di Amleto Palermi (1938)
- Crispino e la comare, regia di Vincenzo Sorelli (1938)
- Lotte nell'ombra, regia di Domenico Gambino (1938)
- Il ladro, regia di Anton Germano Rossi (1939)
- Fascino, regia di Giacinto Solito (1939)
- Eravamo sette vedove, regia di Mario Mattoli (1939)
- Le educande di Saint-Cyr, regia di Gennaro Righelli (1939)
- Il diario di una stella, regia di Mattia Pinoli e Domenico Valinotti (1940)
- L'ebbrezza del cielo, regia di Giorgio Ferroni (1940)
- Boccaccio, regia di Marcello Albani (1940)
- Melodie eterne, regia di Carmine Gallone (1940)
- San Giovanni decollato, regia di Amleto Palermi (1940)
- Non me lo dire!, regia di Mario Mattoli (1940)
- Il re d'Inghilterra non paga, regia di Giovacchino Forzano (1941)
- Cenerentola e il signor Bonaventura, regia di Sergio Tofano (1941)
- Voglio vivere così, regia di Mario Mattoli (1942)
- C'è un fantasma nel castello, regia di Giorgio Simonelli (1942)
- L'affare si complica, regia di Pier Luigi Faraldo (1942)
- La zia di Carlo, regia di Alfredo Guarini (1943)
- Senza una donna, regia di Alfredo Guarini (1943)
- Lettere al sottotenente, regia di Goffredo Alessandrini (1945)
- Sono io l'assassino, regia di Roberto Bianchi Montero (1947)
- L'isola del sogno, regia di Ernesto Remani (1947)
- Fiamme sul mare, regia di Michał Waszyński (1947)
- Il corriere di ferro, regia di Francesco Zavatta (1948)
- Torna a Napoli, regia di Domenico Gambino (1949)
- I peggiori anni della nostra vita, regia di Mario Amendola (1949)
- Nerone e Messalina, regia di Primo Zeglio (1949)
- Fabiola, regia di Alessandro Blasetti (1949)
- Vendetta... sarda, regia di Mario Mattoli (1951)
- Anema e core, regia di Mario Mattoli (1951)
- Accidenti alle tasse!!, regia di Mario Mattoli (1951)
- Anna Bolena (Catalina de Inglaterra), regia di Arturo Ruiz Castillo (1951)
- Cinque poveri in automobile, regia di Mario Mattoli (1952)
- Martin Toccaferro, regia di Leonardo De Mitri (1953)
- Condannata senza colpa, regia di Luigi Latini De Marchi (1953)
- Anna perdonami, regia di Tanio Boccia (1953)
- Mizar (Sabotaggio in mare), regia di Francesco De Robertis (1954)
- Gli ultimi cinque minuti, regia di Giuseppe Amato (1955)
- L'angelo bianco, regia di Raffaello Matarazzo (1955)
- La finestra sul Luna Park, regia di Luigi Comencini (1956)
- Due sosia in allegria, regia di Ignazio Ferronetti (1956)
- Esterina, regia di Carlo Lizzani (1959)
- Il capitano di ferro, regia di Sergio Grieco (1962)
- ...e la donna creò l'uomo, regia di Camillo Mastrocinque (1964)
- Giulietta degli spiriti, regia di Federico Fellini (1965)
- La moglie nuova (La modification), regia di Michel Worms (1970)
- Formula 1 - Nell'inferno del Grand Prix, regia di Guido Malatesta (1970)

## Doppiatrici italiane
- Lydia Simoneschi in L'ebbrezza del volo, Senza una donna
- Rosetta Calavetta in Formula 1 - Nell'inferno del Grand Prix
- Dina Perbellini in L'angelo bianco